# Piotr Wyszomirski
Piotr Wyszomirski, poljski rokometaš, * 6. januar 1988, Varšava.
Leta 2010 je na evropskem rokometnem prvenstvu s poljsko reprezentanco osvojil 4. mesto.